# افران
اِفران یکی از شهرهای کشور مراکش است. این شهر در نزدیکی شهرهای فاس و مکناس قرار دارد.
نقشه شهر افران به سبک اروپایی ساخته شده است.